# Condado de Wejherowo
Condado de Wejherowo (polaco: powiat wejherowski) é um powiat (condado) da Polónia, na voivodia de Pomerânia. A sede do condado é a cidade de Wejherowo. Estende-se por uma área de 1279,84 km², com 184 392 habitantes, segundo os censos de 2007, com uma densidade 144 hab/km².

## Divisões admistrativas
O condado possui:
Comunas urbanas: Reda, Rumia, Wejherowo
Comunas rurais: Choczewo, Gniewino, Linia, Luzino, Łęczyce, Szemud, Wejherowo
Cidades: Reda, Rumia, Wejherowo

## Demografia
População (dados de 30 de Junho de 2005):
|          | Total   | Total | Mulheres | Mulheres | Homens  | Homens |
| -------- | ------- | ----- | -------- | -------- | ------- | ------ |
|          | pessoas | %     | pessoas  | %        | pessoas | %      |
| Total    | 179 498 | 100   | 90 552   | 50,4     | 88 946  | 49,6   |
| Cidades  | 107 358 | 100   | 55 079   | 51,3     | 52 279  | 48,7   |
| Povoados | 72 140  | 100   | 35 473   | 49,2     | 36 667  | 50,8   |